# Phuwiangosaurus
Phuwiangosaurus („ještěr z Phu Wiangu (Thajska)“) byl rod velkého titanosaurního sauropodního dinosaura z čeledi Euhelopodidae, žijícího v období spodní křídy na území dnešního Thajska.

## Objev a zařazení

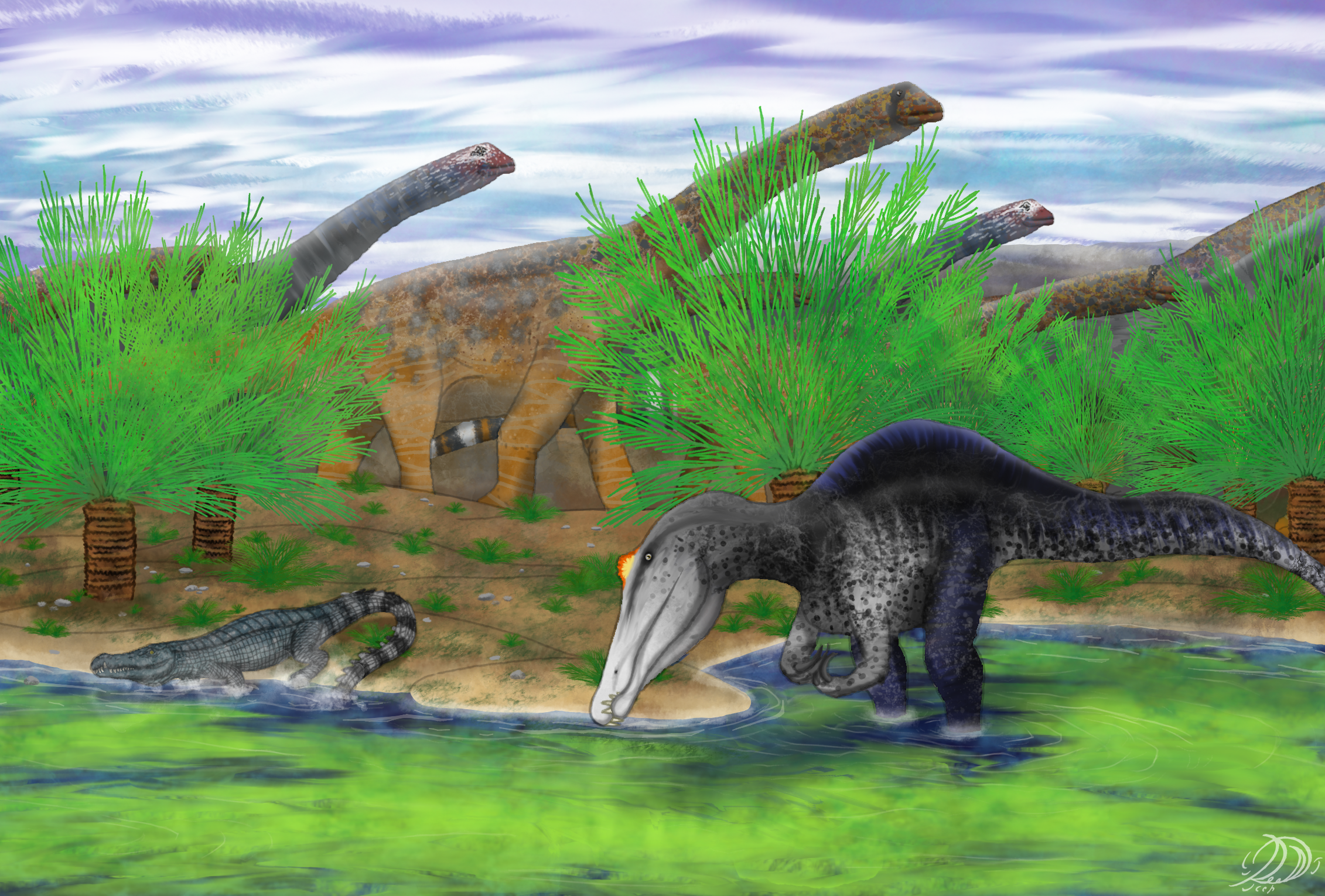
Ilustrace podoby ekosystému Sao Khua, v pozadí Phuwiangosaurus, v popředí teropod Siamosaurus.

Fosilie tohoto dinosaura byly objeveny v sedimentech souvrství Sao Khua a mají stáří asi 134 až 132 milionů let. Typový druh P. sirindhornae byl pojmenován na počest princezny Maha Chakri Sirindhornové, která se zajímá o geologii a paleontologii Thajska. Tento dinosaurus byl mohutný čtyřnohý býložravec, dosahující délky asi 19 metrů a hmotnosti kolem 17 tun. Jiný odhad předpokládá délku až 25 metrů a hmotnost asi 20 tun. Původně byl klasifikován jako titanosaur nebo nemegtosaurid, novější studie jej ale řadí spíše do čeledi euhelopodidů. Mohlo se také jednat o zástupce kladu Laurasiformes.

## Ekosystém
Spolu s tímto rodem sauropoda se ve stejných ekosystémech vyskytovali také teropodi Siamosaurus, Siamotyrannus a Kinnareemimus, dále pak zde byly objeveny fosilie dosud neidentifikovaného sauropoda a jiného teropoda.